# Цона Продутива Меркатале (Пезаро и Урбино)
Цона Продутива Меркатале је насеље у Италији у округу Пезаро и Урбино, региону Марке.
Према процени из 2011. у насељу је живело 51 становника. Насеље се налази на надморској висини од 211 м.